# اشلي بوستيل
أشلي بوستيل (من مواليد 9 يونيو 1986) لاعبة جمباز فنية أمريكية، كانت بوستيل عضوًا في فريق الجمباز الوطني للولايات المتحدة من عام 1997 إلى عام 2004. وخلال ذلك الوقت كانت بطلة العالم في عارضة التوازن في عام 2002 والبطلة الوطنية في حركات الأرضية في عام 2003. كانت أيضًا صاحبة الميدالية البرونزية في حدث جمباز شامل في بطولة الولايات المتحدة الوطنية لعام 2002 وكأس أمريكا لعام 2003.